# Nelson Silva Pacheco
Nelson Silva Pacheco (Las Piedras, 8 de octubre de 1944-Barranquilla 10 de enero de 2025) fue un futbolista y entrenador de fútbol uruguayo naturalizado en Colombia. Se destacó principalmente en el fútbol  colombiano, en donde anotó 164 goles entre 1970 y 1980. Es el tercer goleador histórico del Junior de Barranquilla.

## Historia

### Datos
Nelson comenzó su carrera siendo arquero en Uruguay, por una chanza a un entrenador nuevo, su primo, quien también jugaba fútbol profesional en el Danubio FC, le dijo a este DT que Nelson era el delantero del equipo y desde ese día y por casi toda su carrera ocupó esa posición. Aunque, en dos partidos jugando para el Junior de Barranquilla tras las expulsiones del arquero argentino Juan Carlos Delménico y al no tener más cambios él se puso los guantes y atajo algunos minutos. Además, en su primera etapa en el Deportes Quindío hizo en algunos partidos pareja de defensor central con Jorge "Hacha" Bermúdez.
Nelson fue goleador en la Primera División de Colombia en 1973 con 36 goles. Es el tercer goleador histórico de Junior con 83 goles en 187 partidos, detrás de Iván Valenciano y Víctor Ephanor.
Al obtener la nacionalidad colombiana Nelson fue convocado por el técnico Efraín Sánchez, siendo el primer extranjero en jugar para Colombia, jugó 3 partidos internacionales con la Selección Colombia en la Copa América 1975, en la cual terminaron subcampeones.

### Final de carrera
A inicios de 1978 el técnico Marciano Miloc lo pide para reforzar el Deportivo Táchira de Venezuela donde juego poco más de 6 meses, regreso al FPC donde ficha con el Junior de Barranquilla y culmina su carrera al final de la temporada.
En 1979 ya como técnico dirige la Selección de fútbol del Atlántico que disputó la final contra la Selección de fútbol de Antioquia.
De cara a la temporada 1980 el entrenador Gabriel Ochoa Uribe lo convence para que vuelva a jugar fútbol profesionalmente con 36 años, lo cual acepta y se dirige a San Andrés Islas donde el equipo escarlata realizaba su pretemporada, durante 1980 jugó muy poco y decidió colgar los botines definitivamente.

## Clubes

### Como jugador
| Club                   | País      | Año       |
| ---------------------- | --------- | --------- |
| Danubio                | Uruguay   | 1962-1965 |
| Liverpool              | Uruguay   | 1966      |
| Sportivo Italiano      | Argentina | 1967      |
| Tigre                  | Argentina | 1968      |
| Rosario Central        | Argentina | 1969      |
| Atlético Nacional      | Colombia  | 1970      |
| Deportes Quindío       | Colombia  | 1971      |
| Cúcuta Deportivo       | Colombia  | 1972-1973 |
| Junior de Barranquilla | Colombia  | 1973-1976 |
| Deportes Quindío       | Colombia  | 1977      |
| Cúcuta Deportivo       | Colombia  | 1977      |
| Deportivo Táchira      | Venezuela | 1978      |
| Junior                 | Colombia  | 1978      |
| América de Cali        | Colombia  | 1980      |

### Como entrenador
| Club                              | País      | Año  |
| --------------------------------- | --------- | ---- |
| Selección de fútbol del Atlántico | Colombia  | 1979 |
| Deportivo Táchira                 | Venezuela | 1981 |
| Deportes Tolima                   | Colombia  | 1982 |

## Palmarés

### Distinciones individuales
| Distinción                                | Año  |
| ----------------------------------------- | ---- |
| Máximo goleador del Campeonato colombiano | 1973 |